# 諾瓦拉主教座堂

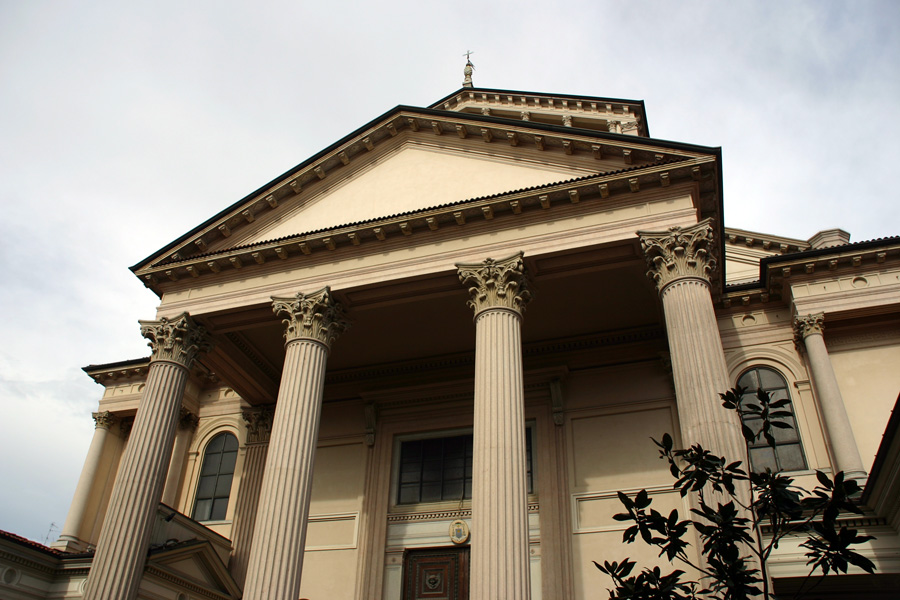

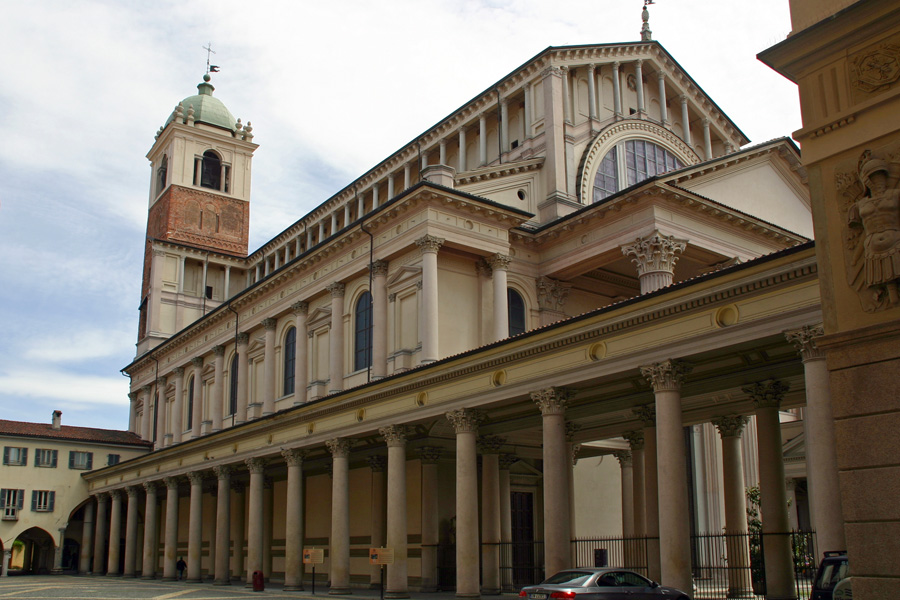

诺瓦拉圣母升天主教座堂（義大利語：Duomo di Novara，Cattedrale di Santa Maria Assunta）是天主教诺瓦拉教区的主教座堂，位于意大利皮埃蒙特大区诺瓦拉的共和国广场（Piazza della Repubblica）。此处最初的教堂建于11世纪，于1132年祝圣。19世纪中期被拆除，改建现在的建筑，保留了司祭席的马赛克地板和圣西路小堂（Saint Syrus）。目前的新古典主义建筑由建筑师亚历山德罗·安东内利设计，建于1863年至1869年。它最近进行长达12年的修复项目，于2009年11月完成。诺瓦拉大教堂的壁画是由卡罗·巴齐（義大利語：Carlo Bazzi)创作的。
洗礼堂是一个独立的建筑，虽然功能上是主教座堂的一部分，它是一座早期基督教建筑，可追溯到4-5世纪
作曲家彼得罗·内拉里（-1832年）]和安东尼奥·卡格诺尼（1879年至1888年），都曾担任了这里的乐队长。